# KUWR
A KUWR a Wyomingi Egyetem tulajdonában álló ultrarövidhullámú rádióadó, amely a Wyoming Public Radio részeként híreket, dzsesszt, valamint klasszikus és kortárs zenét sugároz. Vételkörzete Laramie és Cheyenne, antennái Laramie-től keletre, a Pilot Hillen találhatóak.

## Története
A csatorna 1966-ban kapta meg műsorszórói engedélyét, műsora pedig az őszi szemeszterben indult; székhelye a hallgatói önkormányzat épületében volt. John King rektor javaslatára sporthíreket is sugároztak. A tíz wattos teljesítményt 1977 áprilisában ötvenezer wattra emelték, a stúdiót pedig a King épületbe költöztették.
Az 1970-es évek végétől a National Public Radio több műsorát is átvette, az 1980-as években pedig Colorado államban is telepítettek átjátszóadókat. Wyoming államban egyre nőtt a rádiózás iránti igény, ezért egyre több adótorony-építési engedélyt adtak ki. A Casper városban telepített átjátszó teljesítménye tíz watt volt, szeles időben pedig nem mindig volt fogható.

## Fordítás
- Ez a szócikk részben vagy egészben  a   KUWR című angol Wikipédia-szócikk ezen változatának fordításán alapul.  Az eredeti cikk szerkesztőit annak laptörténete sorolja fel. Ez a jelzés csupán a megfogalmazás eredetét és a szerzői jogokat jelzi, nem szolgál a cikkben szereplő információk forrásmegjelöléseként.